# Veyron (Ain)
Pour les articles homonymes, voir Veyron (homonymie).
Le Veyron est une rivière du département de l'Ain dans la région Auvergne-Rhône-Alpes. Elle est un affluent droit de l'Ain donc un sous-affluent du Rhône.

## Géographie
Elle prend sa source à Cerdon et se jette dans l'Ain à Poncin au lieu dit La queue du Veyron. Sa longueur est de 7,8 kilomètres. 

### Communes et cantons traversés
Elle coule sur le territoire de deux communes : Cerdon, à l'est, et Poncin, à l'ouest.

### Organisme gestionnaire
L'organisme gestionnaire est le SR3A - Syndicat de la rivière d'Ain aval et affluents.

## Affluent
Le Veyron ne compte qu'un affluent : le cours d'eau Morena (7,4 km).

## Pêche
Le Veyron est essentiellement peuplé de truites fario sauvages. Des échanges piscicoles importants ont lieu entre le Veyron aval et la rivière d’Ain et la pêche au toc est la plus recommandée.